# SpaceX CRS-4
Chronologie
SpaceX CRS-3 SpaceX CRS-5
SpaceX CRS 4 est le sixième vol du vaisseau cargo Dragon de la société  Space X. Cette mission, également appelée SpX-43 est la quatrième mission opérationnelle du vaisseau dans le cadre du contrat COTS de desserte de la Station spatiale internationale pour la NASA. Le vaisseau est placé en orbite le 21 septembre 2014  par un lanceur Falcon 9 v1.1. Le vaisseau transporte 2 126 kg de fret dont 589 kg  en soute non pressurisée. Le vaisseau revient sur Terre le 25 octobre avec 1 500 kg de fret.

## Déroulement de la mission
SpaceX CRS-4, également connu sous le nom SPX-4, est une mission cargo de ravitaillement de la Station spatiale internationale contractée par la NASA, qui a été lancée le 21 septembre 2014 et qui est arrivée à la station spatiale le 23 septembre 2014. C’est le sixième vol du vaisseau cargo sans équipage Dragon de SpaceX, et la quatrième mission opérationnelle SpaceX pour la NASA en vertu du contrat commercial de service de ravitaillement. La mission apporte du matériel et des fournitures à la station spatiale, ainsi que la première imprimante 3D à tester dans l'espace, un dispositif pour mesurer la vitesse des vents sur Terre, et des petits satellites qui seront lancés à partir de la station. Elle apporte également 20 souris pour l'étude des effets à long terme de la microgravité sur les rongeurs.
Après une annulation en raison de mauvaises conditions météorologiques le 20 septembre 2014, le lancement a eu lieu le dimanche 21 septembre 2014 à 01:52 EDT (05:52 GMT) de la Base de lancement de Cap Canaveral en Floride.
Le 25 octobre 2014, le vaisseau a été désamarré puis a effectué sa rentrée atmosphérique 6 heures plus tard pour amerrir dans l'Océan Pacifique. La capsule a ramené sur Terre environ 1 500 kg de fret, principalement des équipements et résultats d’expériences scientifiques.

## Cargaison

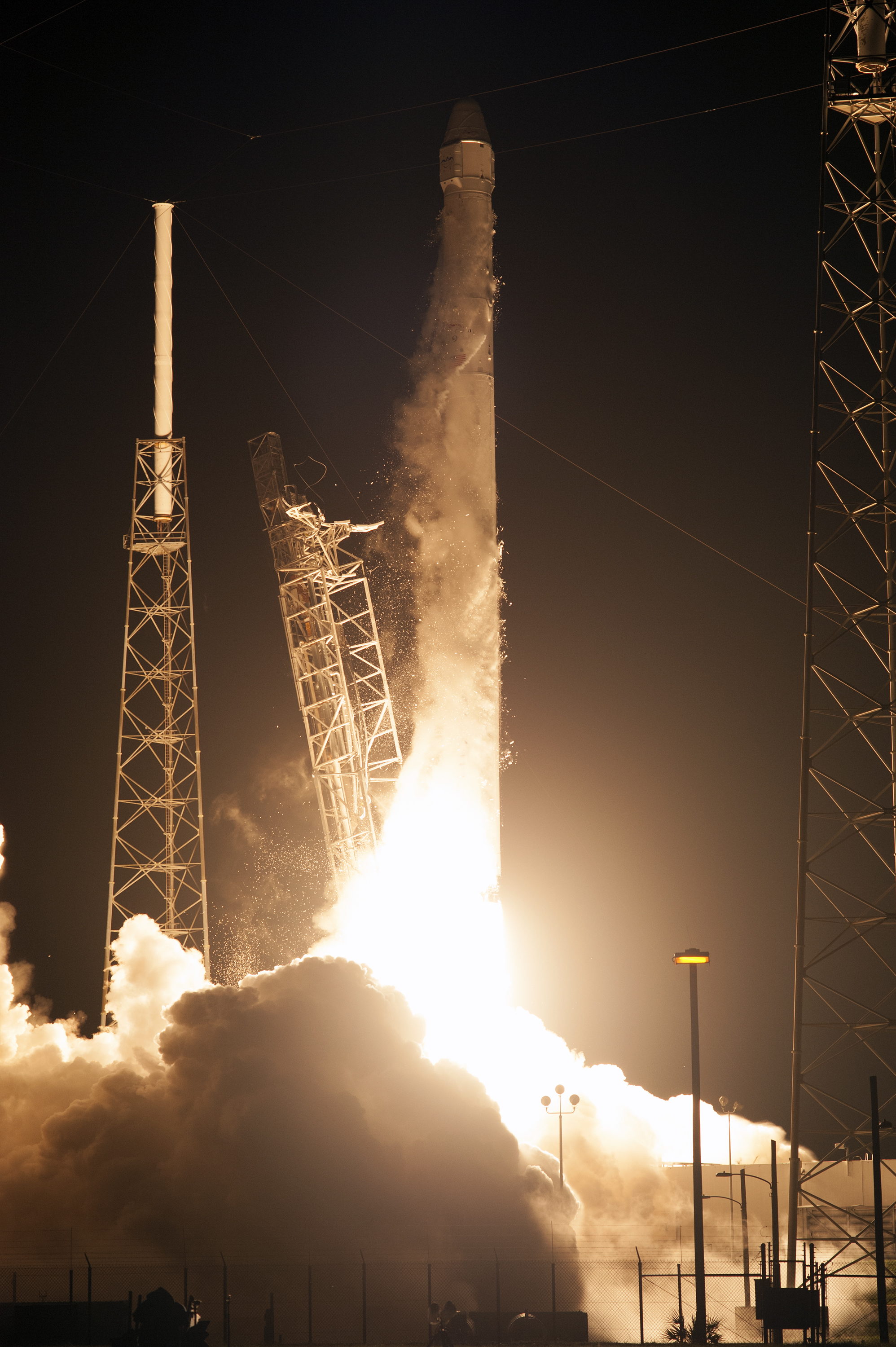
Décollage de SpaceX CRS-4 le 21 septembre 2014 sur une fusée Falcon 9 v1.1

La NASA a signé un contrat avec SpaceX pour la mission CRS-4, c’est donc elle qui détermine la charge utile principale, la date/heure de lancement, et les paramètres orbitaux pour la capsule spatiale Dragon. La charge utile se compose de 2 216 kg de fret, comprenant 626 kg d'approvisionnement pour l'équipage.
La cargaison comprend l'ISS-RapidScat, un diffusomètre conçu pour aider les prévisions météorologiques en faisant rebondir des micro-ondes sur la surface de l'océan afin de mesurer la vitesse du vent, qui sera lancé comme charge utile externe pour être fixé à l'extrémité du laboratoire spatial Columbus. CRS-4 comprend également SSIKLOPS (Space Station Integrated Kinetic Launcher for Orbital Payload Systems), qui offrira un autre moyen de déployer des petits satellites depuis l'ISS. De plus, CRS-4 emporte à la station un nouveau centre de recherche permanent en sciences de la vie : le densitomètre d'os, développé par Techshot, il fournira une capacité de scanner la densité osseuse pour la NASA et le Centre pour l'avancement de la science dans l'espace (CASIS). Le système permet de mesurer la densité minérale osseuse (tissu et maigre et gras) d’une souris en utilisant l’Absorption biphotonique à rayons X (DEXA).
SpaceX a le contrôle principal sur le contenu, le lancement et le chargement de charges utiles secondaires. Cependant il y a certaines restrictions incluses dans leur contrat avec la NASA pour écarter des risques spécifiques sur les charges secondaires, et qui prévoient également des contrats spécifiques de probabilités de réussite et de marges de sécurité pour tous les lancements de satellites secondaires de SpaceX lorsque le deuxième étage de la Falcon 9 a atteint l’Orbite terrestre basse (LEO).
La mission a emporté comme charge utile secondaire une expérience d'impression 3D en apesanteur, ainsi que le petit satellite SPINSAT qui sera déployé à partir de l'ISS, et également  20 souris pour la recherche physiologique à long terme dans l'espace.
L’expérience d'impression 3D en apesanteur fera la démonstration de l'utilisation de la technologie d'impression 3D dans l'espace. L'impression 3D travaille selon le procédé d'extrusion de flux de matériau chauffé (plastique, métal, etc.) et la construction d'une structure tridimensionnelle couche par couche. L’expérience d'impression 3D en apesanteur consiste à tester une imprimante 3D spécialement conçu pour la microgravité par la société Made In Space à Mountain View en Californie. L’imprimante 3D de Made In Space sera le premier appareil à fabriquer des pièces loin de la planète Terre. L’expérience d'impression 3D en apesanteur validera la capacité de fabrication additive en gravité zéro. Cette expérience sur la Station spatiale internationale est la première étape pour établir un atelier d'usinage à la demande dans l'espace, un composant essentiel pour permettre des missions avec équipage vers l'espace lointain.
SPINSAT est une sphère de 56 centimètres de diamètre construit par le Laboratoire de recherche de la marine des États-Unis (NRL) pour étudier la densité atmosphérique. C’est un démonstrateur technologique pour la propulsion à propergol solide électrique (ESP) de la société Digital Solid State Propulsion (DSSP). La technologie de DSSP utilise une propulsion électrique permettant aux petits satellites tels que les CubeSats et les nanosatellites de faire des manœuvres orbitales qui ne sont généralement pas possibles dans le très petit, ces satellites étant contraints par leur masse. Ce sera le premier vol de DSSP et il sera déployé à partir du sas du module Kibō. Les experts en sécurité de la NASA ont approuvé la mission qui, par sa nature doit commencer à l'intérieur du volume habitable de l'ISS, car les 12 propulseur-groupes du satellite brûlent un combustible solide inerte seulement lorsqu’une charge électrique est passée à travers eux.